# الاندورایارکاتالای
الاندورایارکاتالای (به انگلیسی: Alanduraiyarkattalai) یک منطقهٔ مسکونی در هند است که در تامیل نادو واقع شده‌است.

## خصوصیات
الاندورایارکاتالای ۱٬۷۹۵ نفر جمعیت دارد.